# Jewgienij Nowikow (piłkarz)
Jewgienij Władimirowicz Nowikow, kirg. i ros. Евгений Владимирович Новиков (ur. 16 lutego 1952, Kirgiska SRR) – kirgiski piłkarz pochodzenia rosyjskiego, grający na pozycji obrońcy, trener piłkarski.

## Kariera piłkarska
W 1970 rozpoczął karierę piłkarską w klubie Ałga Frunze. Latem 1981 przeniósł się do Semeteju Frunze. W 1983 przeszedł do Ałaju Osz, ale po roku wrócił do Ałgi, w której zakończył karierę piłkarza w roku 1986.

## Kariera trenerska
Po zakończeniu kariery piłkarza rozpoczął pracę szkoleniowca. Od 1987 do 1994 roku pomagał trenować rodzimy klub Ałga Frunze. W 1997 został zaproszony na stanowisko selekcjonera narodowej reprezentacji Kirgistanu, którą kierował do 2001.

## Sukcesy i odznaczenia

### Sukcesy piłkarskie
Ałga Frunze
- mistrz Wtoroj ligi ZSRR: 1974 (1 grupa, finał), 1978 (5 grupa)